# Marizy-Saint-Mard
Marizy-Saint-Mard è un comune francese di 57 abitanti situato nel dipartimento dell'Aisne della regione dell'Alta Francia.

## Società

### Evoluzione demografica
Abitanti censiti